# Ebringen
Ebringen (Breisgau) là một đô thị trong huyện Breisgau-Hochschwarzwald bang Baden-Württemberg in southern thuộc nước Đức. Đô thị Ebringen có diện tích 8,18 km². Dân số thời điểm 31 tháng 12 năm 2020 là 2901 người.
Ebringen có cự ly 5 km về phía nam Freiburg và thuộc vùng đô thị Freiburg.